# Pós-patak
A Pós-patak Undon ered, Győr-Moson-Sopron vármegye nyugati részén. A patak forrásától kezdve előbb délkeleti irányba tart, majd a Tormásliget határában a Tormás-patak torkollik belé, majd Lócsnál keletnek fordul. Simaságtól délnyugatra torkollik a patak a Metőc-patakba. 

## Part menti települések
- Und
- Tormásliget
- Lócs
- Simaság